# Scherocumella clavata
Scherocumella clavata är en kräftdjursart som först beskrevs av Hale 1945.  Scherocumella clavata ingår i släktet Scherocumella och familjen Nannastacidae. Inga underarter finns listade i Catalogue of Life.